# الكون المظلم (علامة تجارية إعلامية)
الكون المظلم هو مجموعة أفلام أمريكية مبنية على أساس العلامة التجارية الإعلامية المملوكة من قبل شركة "يونيفرسال بيكتشرز"، وهو عبارة عن أعادة إحياء شخصيات وحوشها (الكونت دراكولا، فرانكنشتاين، الرجل الخفي، الرجل المستذئب وغيرهم) في كون واحد مشترك بدءاً من المومياء في عام 2017.

## التاريخ
في تموز / يوليو 2014، أعلنت يونيفرسال بيكتشرز عن أعادة إحياء وحوشها في كون مشترك واحد. وأول فيلم رسمي في هذا السلسلة المومياء ويصدر في تاريخ 24 يونيو / حزيران 2016. استأجرت الشركة أليكس كورتزمان وكريس مورغان للإشراف على السلسلة. لكن الفيلم حصد آراء وإنتقادات سلبية كثيرة، مما جعل شركة يونيفرسال تندم من إعلان كونها الجديد قبل صدور فيلم المومياء.
تم أصدار فيلم دراكولا غير مروي في الربع الثالث من عام 2013 خلال وقت لايزال الأعلان عن الكون  المظلم في مرحلة ما بعد الإنتاج. تشاور كورتزمان ومورغان حول أمكانية أضافة مشاهد إضافية في أواخر حزيران / يونيو 2014 والتي قد تضع الفيلم ضمن وحوش الكون، في حين حدد بعض من الداخل إلى أن المشاهد التي سيتم إضافتها تضمن نهاية معقولة لقصة حب.
منذ الإفراج عن دراكولا غير مروي، ومع ذلك، فإن الروابط المشتركة مع الكون قد قلت، بالأضافة لحلول المومياء الذي تمت إعادة أنتاجه كالفيلم الأول في هذه السلسلة.
قبل الإفراج عن المومياء أعلنت يونفرسال عن الكثير من وحوشها الكلاسيكية والتي سيتم أضافتها في الكون المظلم. وهذا يشمل عروس فرانكشتاين، الرجل الخفي، فرانكشتاين. وبعد إطلاق الفيلم، تم الأعلان عن شخصيتان أخريتان وهما: «شبح الأوبرا» وأحدب نوتردام.

### نظرة عامة
السلسلة الكلاسيكية للوحوش سوف تجري في العالم الحديث. ومن يحمل هذا الكون المشترك هي بروديجيوم، وهي منظمة تسعى إلى تحديد وأحتواء، وعند الضرورة تدمير الوحوش بقيادة الدكتور هنري جيكل (يلعب دوره راسل كرو).وتمت الإشارة إلى دور فرانكشتاين سيذهب ال الممثل الإسباني خافيير بارديم، ويؤدي دور الرجل الخفي الممثل جوني ديب

## المشاريع
المشروع الأول للشركة هو طبعة جديدة من النسخة الأصلية لفيلم 1932 وفيلم 1999 بعنوان "المومياء" ، والذي صدر في 9 يونيو / حزيران 2017. نجوم الفيلم توم كروز، انابيل واليس، صوفيا بوتلة، جيك جونسون، كورتني بي. فانس، مروان كنزاري وراسل كرو، إنتاج أليكس كورتزمان، كريس مورغان، شون دانيال وروبرتو أورسي. الفيلم أيضاً إنتاج وإخراج كورتزمان.
المشروع الثاني هو الفيلم القادم عروس فرانكشتاين والذي سيصدر في 14 فبراير 2019، وسيكون من إخراج بيل كوندون. بطولة النجم خافيير بارديم وتم الإعلان عن أطلاقه لأول مرة عام 2019 في 22 مايو عام 2017. وسيتم إنتاجه من قبل كورتزمان وكريس مورغان.

## الأفلام
| الفيلم                                     | وقت الأصدار في و.م | إخراج          | سيناريو                                      | قصة                                     | أنتاج                                                |
| ------------------------------------------ | ------------------ | -------------- | -------------------------------------------- | --------------------------------------- | ---------------------------------------------------- |
| المومياء                                   | يونيو 9, 2017      | أليكس كورتزمان | ديفيد كوب وكريستوفر ماك كويري ودايلان كوسمان | جون سبايهتس وأليكس كورتزمان وجيني لوميت | أليكس كورتزمان، كريس مورغان، شون دانييل وساره برادشو |
| عروس فرانكشتاين                            | فبراير 14, 2019    | بيل كوندون     | دايفيد كويب                                  | دايفيد كويب                             | أليكس كورتزمان وكريس مورغان                          |
| فيلم غير معنون عن مخلوق من البحيرة السوداء | TBA                | TBA            | ويل بيل                                      | جيف بينكنير                             | أليكس كورتزمان وكريس مورغان                          |
| فيلم غير معنون عن الرجل الخفي              | TBA                | TBA            | إيد سلمان                                    | إيد سلمان                               | أليكس كورتزمان وكريس مورغان                          |
| فيلم غير معنون عن فان هيلسينغ              | TBA                | TBA            | دان مازيو                                    | جون سبايهتس وإيريك هايسيرير             | أليكس كورتزمان، روبرتو أورسي وكريس مورغان            |
| فيلم غير معنون عن الرجل الذئب              | TBA                | TBA            | هارون غوزيكويسكي ودايفيد كالاهام             | هارون غوزيكويسكي ودايفيد كالاهام        | أليكس كورتزمان وكريس مورغان                          |
| فيلم غير معنون عن وحش فرانكنشتاين          | TBA                | TBA            | TBA                                          | TBA                                     | أليكس كورتزمان وكريس مورغان                          |
| فيلم غير معنون عن كونت دراكولا             | TBA                | TBA            | TBA                                          | TBA                                     | أليكس كورتزمان وكريس مورغان                          |
| فيلم غير معنون عن شبح الأوبرا              | TBA                | TBA            | TBA                                          | TBA                                     | أليكس كورتزمان وكريس مورغان                          |
| فيلم غير معنون عن أحدب نوتردام             | TBA                | TBA            | TBA                                          | TBA                                     | أليكس كورتزمان وكريس مورغان                          |

## الأستقبال

### أداء شباك التذاكر
| الفيلم   | الولايات المتحدة تاريخ الإصدار | شباك التذاكر الإجمالي  | شباك التذاكر الإجمالي | شباك التذاكر الإجمالي | كل الوقت ترتيب         | كل الوقت ترتيب       | الميزانية      | مراجع       |
| الفيلم   | الولايات المتحدة تاريخ الإصدار | الولايات المتحدة وكندا | الأقاليم الأخرى       | في جميع أنحاء العالم  | الولايات المتحدة وكندا | في جميع أنحاء العالم | الميزانية      | مراجع       |
| -------- | ------------------------------ | ---------------------- | --------------------- | --------------------- | ---------------------- | -------------------- | -------------- | ----------- |
| المومياء | 9 يونيو 2017                   | $80,086,240            | $325,314,775          | $405,401,015          | 899                    | 247                  | $125–195 مليون | [ 6 ] [ 7 ] |

### التقييمات
| الفيلم   | الطماطم الفاسدة     | ميتاكريتيك        | سينما سكور |
| -------- | ------------------- | ----------------- | ---------- |
| المومياء | 16% (238 التقييمات) | 34 (44 التقييمات) | ب–         |

## وصلات خارجية
- الموقع الرسمي
- الكون المظلم في قاعدة بيانات الأفلام على الإنترنت